# Baldangijn Sandżaa
Baldangijn Sandżaa (mong. Балдангийн Санжаа, ur. 9 kwietnia 1937) – mongolski zapaśnik walczący w stylu wolnym. Olimpijczyk z Tokio 1964, gdzie odpadł w eliminacjach w wadze piórkowej (63 kg).
- Turniej w Tokio 1964

W pierwszej walce przegrał z Japończykiem Osamu Watanabe, a potem wygrał z Filipińczykiem Antonio Senosą.